# Ombala yo Mungu
Ombala yo Mungu – miasto w Angoli, w prowincji Cunene.